# Playdia

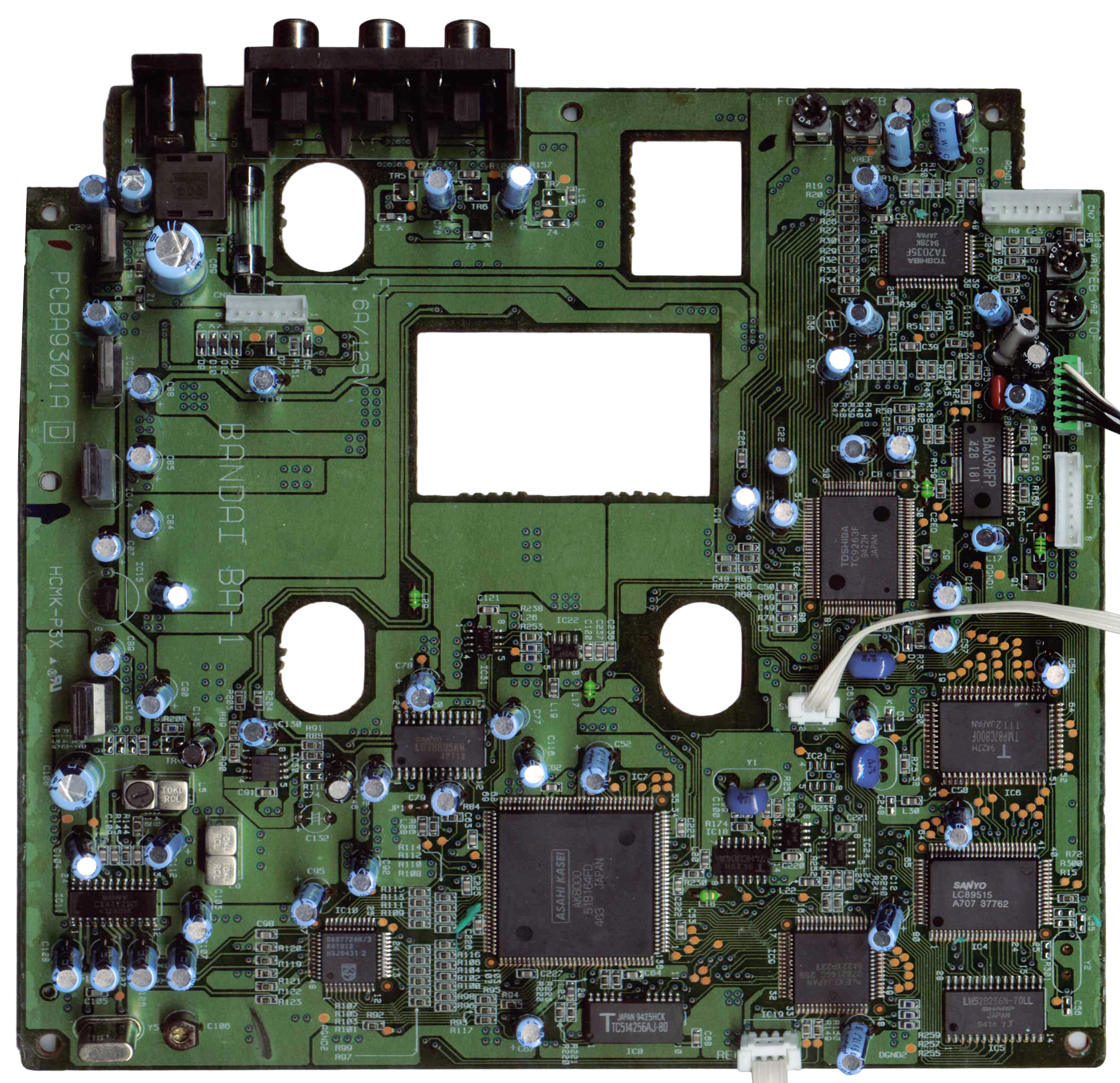
Imagen de la placa madre de la Bandai Playdia.

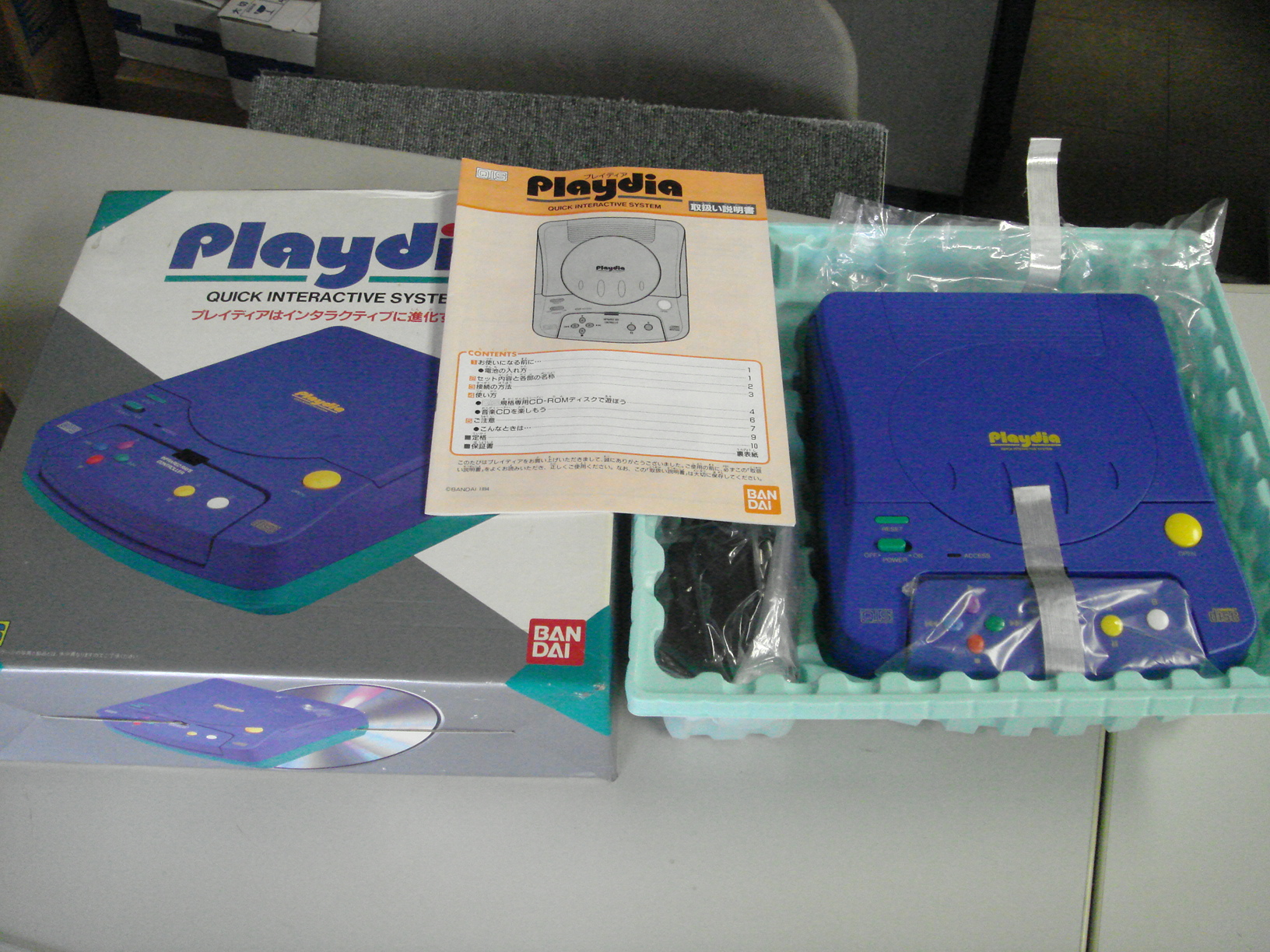
Bandai Playdia.

La Playdia (プレイディア Pureidia?), Playdia QIS o Playdia Quick Interactive System es una videoconsola de 8 bits fabricada por la empresa Bandai y puesta a la venta el 23 de octubre de 1994. Fue vendida únicamente en Japón a un precio inicial de 24.800 Yens.
A diferencia de las videoconsolas tradicionales de su época, la Playdia QIS estaba basada en FMV (Video de movimiento completo), de forma similar a los primeros juegos de Sega Mega-CD. El mecanismo de juego solía ser simple, donde una decisión tomada conducía a un resultado u otro.
La consola se distribuía en una caja con un transformador, un cable Audio/Video de 3 conectores RCA, un pequeño manual y la consola, sin ningún juego incluido. La consola tiene forma rectangular, con una carcasa de plástico de 210 x 260 x 78 mm y un peso de 1.100 gramos. La parte inferior es de color verde marino, mientras que la superior es de color morado. Los dos tercios superiores están ocupados por la lectora integrada de CD-ROM. A la izquierda de la apertura de la trampilla están los botones ovalados de RESET y POWER en verde, a su lado el led de acceso al CD-ROM, y a su derecha un gran botón circular amarillo para abrir la trampilla. El resto está ocupado por el alojamiento del gamepad infrarrojo (es la primera consola en incorporar mandos inalámbricos de serie) de tal modo que los dos sensores infrarrojos (el emisor del mando y el receptor de la consola) queden enfrentados, lo que permitiría su uso sin retirarlo del alojamiento. El gamepad, que se alimenta mediante dos pilas AA, tiene a su izquierda cuatro botones ovalados en cruz, cada uno de un color, que tienen asignada una función de control del CD-ROM y a su derecha dos botones redondos de fuego: A (amarillo; tiene asociada la pausa del CD-ROM, igual que el rojo/abajo de la cruceta) y B (blanco). En la trasera de la consola se encuentran tres conectores RCA de audio (estéreo) y vídeo NTSC. La alimentación era mediante una fuente externa con entrada AC 100V 50/60Hz y salida DC 9 Voltios 850 mA, positivo externo negativo interno. El consumo era de 8 vatios.
Estaba orientada principalmente al público joven. Se publicaron videojuegos basados en populares series de anime, tales como Sailor Moon; sin embargo, la consola no tuvo suficiente acogida en el mercado, lo que llevó a Bandai a recurrir a la venta de juegos de corte más adulto, conocidos como Idol games, que consistían en una plataforma de interacción con adorables y atractivas jóvenes japonesas, interpretadas por actrices de voz. Esto contradecía la imagen familiar de Bandai, pero que ayudó a la recuperación del capital invertido en la videoconsola. Aunque Bandai fue el único productor de juegos para la consola, tenía la ventaja de contar con licencias muy populares.

## Detalles internos
- CPU dos  microcontroladores de 8 bits
  - Toshiba TMP87C800F (8 KB ROM, 256 bytes RAM) a 8 MHz, puede direccionar hasta 64 KB (la serie TLCS-870 tiene una base muy importante en el Zilog Z80)
  - NEC μPD78214GC (16K ROM, 512 byte RAM) a 12 MHz, puede direccionar 1 MB (NEC 78K series)
- RAM estática 32 KB en un chip Sharp LH52B256
- RAM: 128 KB en un chip Toshiba TC514256AJ-80
- Control del CD-ROM
  - Controlador de interfaz : chip  Sanyo LC89515
  - Toshiba TA2035F - CD Focus tracking server
  - Toshiba TC9263F - CD Single Chip processor
  - Rohm 6398FP - 4 Channel BTL Driver for CD Player motor
- Procesador de Audio / Video : Asahi Kasei AK8000
- DAC
  - un chip Philips DA8772AH (conversor DAC Triple de 8 bits)
  - un chip Sanyo LC78835K (conversor DAC de 18 bit DAC con filtro)
- Decodificador NTSC/PAL : Sony CX1229M
- Rohm BA10324AF - Quad Op Amp
- Rohm BU3052BCF - Dual 4 Channel Analogue Multiplexer

Una de las causas de que esta consola no haya sido emulada es la incapacidad de leer las ROMs implementadas en los microcontroladores.

## Lista de videojuegos de Playdia

### Lanzados en 1994
- 23/9 - Dragon Ball Z - Shin Saiyajin Zetsumetsu Keikaku Chikyuu Hen - [BAPD-01]
- 23/9 - Bishōjo Senshi Sailor Moon S - Quiz Taiketsu! Sailor Power Shūketsu!! - [BAPD-02]
- 23/9 - SD Gundam Daizukan - [BAPD-03]
- 28/9 - Ultraman Powered - Kaijū Gekimetsu Sakusen - [BAPD-04]
- 28/9 - Hello Kitty - Yume no Kuni Daibōken - [BAPD-05]
- 25/11 - Aqua Adventure - Blue Lilty - [BAPD-06]
- 25/11 - Newton museum - Kyōryū Nendaiki Zenpen - [BAPD-07]
- 25/11 - Newton museum - Kyōryū Nendaiki Kōhen - [BAPD-08]
- 8/12 - Shuppatsu! Dōbutsu Tankentai - [BAPD-09]
- 16/12 - Ultra Seven - Chikyū Bōei Sakusen - [BAPD-10]
- 16/12 - Dragon Ball Z - Shin Saiyajin Zetsumetsu Keikaku Uchū Hen - [BAPD-11]

### Lanzados en 1995
- 24/1 - Norimono Banzai!! - Kuruma Daishūgō!! - [BAPD-12]
- 24/1 - Norimono Banzai!! - Densha Daishūgō!! - [BAPD-13]
- 22/3 - Ie Naki Ko - Suzu no Sentaku - [VPRJ-09722]
- 22/3 - Gamera - The Time Adventure - [BAPD-15]
- 22/6 - Elements Voice Series vol.1 Mika Kanai - Wind&Breeze - [BAPD-18]
- 22/6 - Elements Voice Series vol.2 Rica Fukami - Private Step - [BAPD-19]
- 22/6 - Elements Voice Series vol.3 Aya Hisakawa - Forest Sways - [BAPD-20]
- 28/7 - Bishōjo Senshi Sailor Moon SS - Sailor Moon to Hiragana Lesson! - [BAPD-21]
- 28/7 - Ultraman - Hiragana Dai Sakusen - [BAPD-22]
- 28/7 - Ultraman - Alphabet TV e Yōkoso - [BAPD-23]
- 24/8 - Bishōjo Senshi Sailor Moon SS - Sailor Moon to Hajimete no Eigo - [BAPD-24]
- 24/8 - Bishōjo Senshi Sailor Moon SS - Yōkoso! Sailor Yōchien - [BAPD-25]
- 24/8 - Ultraman - Oide yo! Ultra Yōchien - [BAPD-26]
- 20/10 - Chōgōkin Selections - [BKPD-01]
- 16/11 - Elements Voice Series vol.4 Yuri Shiratori - Rainbow Harmony - [BKPD-02]
- 15/12 - Soreike! Anpanman - Picnic de Obenkyō - [BAPD-27]

### Lanzados en 1996
- 22/3 - Ultraman - Sūji de Asobō Ultra Land - [BAPD-28]
- 22/3 - Ultraman - Ultraman Chinō UP Dai Sakusen - [BAPD-29]
- 27/3 - Elements Voice Series vol.5 Mariko Kouda - Welcome to the Marikotown! - [BKPD-03]
- 24/4 - Nintama Rantarō - Gungun Nobiru Chinō Hen - [BKPD-04]
- 15/5 - Nintama Rantarō - Hajimete Oboeru Chishiki Hen - [BKPD-05]
- 26/6 - Gekisō Sentai Carranger - Tatakae! Hiragana Racer - [BKPD-06]

### No para la venta o promocionales (6 títulos)
- Yumi to Tokoton Playdia - [BS-003]
- Go! Go! Ackman Planet - [BS-005]
- Jamp Gentei Special - 4 Dai Hero Battle Taizen - [BS-006]
- Bandai Item Collection 70' - [BS-007]
- Playdia IQ Kids - [BS-009]
- Kero Kero Keroppi - Uki Uki Party Land - [BS-010]